# Piper pallidirubrum
Piper pallidirubrum är en pepparväxtart som beskrevs av C. Dc.. Piper pallidirubrum ingår i släktet Piper och familjen pepparväxter. Inga underarter finns listade i Catalogue of Life.